# Gandra (Paredes)
Gandra ist eine Gemeinde und Stadt im Kreis Paredes des Distrikts Porto in Portugal. Der Name leitet sich von Gandara ab, das ein unproduktives Ödland bezeichnet, in dem überwiegend Wildpflanzen wachsen.

## Geschichte
Am 20. Juni 1997 wurde die Gemeinde zur Vila (Kleinstadt), und am 26. August 2003 zur Cidade (Stadt) erhoben, obwohl sie nicht alle Bedingungen hierfür erfüllte, so dass eine Ausnahmeregelung erstellt wurde.